# St. Mary of the Assumption High School
La St. Mary of the Assumption High School è una piccola scuola superiore cattolica situata in Broad Street a Elizabeth, nella contea di Union in New Jersey.
La scuola è affiliata alla sua parrocchia madre, la St. Mary's Church, e opera sotto gli auspici dell'Arcidiocesi di Newark.

## Storia
Nel 1851 venne costruito, accanto alla St. Mary's Church a Washington Avenue, il primo edificio scolastico, composto da due grandi stanze, da Padre Howell. Qualche anno dopo, nel 1867, il reverendo Michael E. Kane, secondo pastore, ampliò la parte anteriore dell'edificio. La scuola, allora chiamata "Catholic Institute - A Classical School", era gestita da Suore della Carità e uno staff di sette persone; il preside era il signor John Dwyer che più tardi divenne sovrintendente delle scuole della contea di Hudson. Le materie offerte comprendevano inglese, filosofia, astronomia, storia, storia della Bibbia, latino, algebra, geometria, contabilità e calligrafia; alle ragazze della prima classe furono inoltre offerti corsi di cucito, ricamo e musica, vocale e strumentale.
Più tardi, nel 1919, vennero completati i lavori per un nuovo edificio scolastico composto da due piani a Broad Street. La scuola si trasferì e cambiò denominazione in “Saint Mary's Grammar School”. Nel nuovo edificio venne realizzato anche un auditorium comprensivo di balconate e con il palco più grande della città. Solo nel 1930, dopo una importante ristrutturazione, la scuola fu denominata "Saint Mary's High School" e l’edificio raggiunse la forma attuale, composto da tre piani in mattoni e un seminterrato; durante la ristrutturazione una palestra prese il posto del vecchio auditorium. All’epoca la preside era suor Maria Matthews e l’istituto insegnava a 18 ragazzi e 27 ragazze di cui 41 erano della parrocchia e 4 di altre parrocchie.
Nel 1933 e 1948 la scuola fu accreditata dal New Jersey Department of Education.
La continua crescita degli alunni negli anni seguenti portarono la scuola a creare 6 nuove aule, il picco di studenti venne raggiunto nell’anno scolastico 1961-62 con 730 iscritti. Negli anni successivi gli iscritti erano mediamente 400 ogni anno. Questo ha portato la scuola alla costruzione di una cappella scolastica e di tre centri di formazione e, nel 1983, fu istituito un laboratorio informatico e l'informatica fu introdotta come disciplina aggiuntiva.
La scuola è accreditata dalla Middle States Association of Colleges and Schools Commission on Elementary and Secondary Schools dal 1992.
Nel giugno 2019 la scuola ricevette l'avviso che avrebbe chiuso quell'estate, cosa che il preside ritenne una sorpresa. L'arcidiocesi ha dichiarato che ciò era dovuto al fatto che la scuola aveva molti debiti. In risposta la comunità ha istituito un GoFundme per risolvere il problema.

## Accademico
| Etnie             | Etnie             |  | percentuale | percentuale |
| ----------------- | ----------------- |  | ----------- | ----------- |
| Persone di colore | Persone di colore |  | 50,5%       | 50,5%       |
| Asiatiche         | Asiatiche         |  | 21,2%       | 21,2%       |
| Due o più etnie   | Due o più etnie   |  | 19,6%       | 19,6%       |
| Bianchi           | Bianchi           |  | 6,5%        | 6,5%        |
| Ispanici          | Ispanici          |  | 1,1%        | 1,1%        |

A partire dall'anno scolastico 2017-18, la scuola aveva un'iscrizione di 184 studenti e 16,1 insegnanti di classe (su base FTE), per un rapporto studente-insegnante di 11,4:1. Il corpo studentesco era composto dal 50,5% (93) da persone di colore, 21,2% (39) di origine asiatiche, 19,6% (36) composto da due o più etnie, 6,5% (12) da bianchi e 1,1% (2) da ispanici.

## Vita studentesca

### Atletica
I colori della scuola sono blu e bianco e vengono riproposti su ogni divisa. Gli sport praticati includono baseball (uomini), basket (uomini e donne), cheerleading, bowling (uomini e donne), softball e step team.
La squadra di baseball ha vinto il campionato statale Non-Public Group B nel 1963 (sconfiggendo la St. Mary's High School di South Amboy nella finale del torneo), nel 1965 (contro la Gloucester Catholic High School) e nel 1983 (contro la Gloucester Catholic). La squadra del 1983 finì la stagione con un record di 15-9 dopo aver vinto il titolo statale del gruppo B con una vittoria per 5-1 contro la Gloucester Catholic nella partita di campionato.
La squadra di basket maschile ha vinto il campionato statale Non-Public Group A nel 1943 (contro la seconda classificata St. Peter's Preparatory School nella finale dei playoff) e ha vinto il titolo Non-Public B nel 1951 (contro la St. Mary's High School di South Amboy), 1952 (contro St. Rose High School), 1953 (contro St. Mary's High School di Perth Amboy), 1954 (contro St. Joseph's High School di Camden), 1955 (contro Gloucester Catholic) e 1960 (contro St. Joseph's di Camden). Gli otto titoli statali del programma sono al settimo posto nello stato. La squadra del 1954 sconfisse il St. Joseph di Camden con un punteggio di 54-37 nella finale della classe B cattolica all'Elizabeth Armory. La squadra del 1955 vinse il quinto titolo consecutivo del programma e vinse la sua ventesima partita della stagione con un 54-37 contro Gloucester Catholic in classe B.
La squadra di cheerleading, la St. Mary of the Assumption High School Hilltoppers, compete nella Union County Interscholastic Athletic Conference, che comprende scuole superiori pubbliche e private della Union County e opera sotto la supervisione della New Jersey State Interscholastic Athletic Association (NJSIAA). Prima del riallineamento della NJSIAA del 2010, la scuola aveva partecipato alla Mountain Valley Conference, che includeva scuole superiori pubbliche e private che coprivano le contee di Essex e Union nel nord del New Jersey. Con 121 studenti nelle classi 10-12, la scuola è stata classificata dalla NJSIAA per l'anno scolastico 2019-20 come Non-Public B per la maggior parte degli scopi delle competizioni atletiche, che includevano scuole con un'iscrizione da 37 a 366 studenti in quella fascia di classi (equivalente al gruppo I per le scuole pubbliche).

## Alumni degni di nota
- J. Christian Bollwage (nato nel 1955; classe del 1972), sindaco di Elizabeth.
- Hubie Brown (nato nel 1933; classe del 1951), due volte NBA Coach of the Year (1978, 2004) e membro della Basketball Hall of Fame.
- Gage Daye (nato nel 1989), allenatore di basket ed ex giocatore.
- Thomas G. Dunn (1921-1998), politico che è stato a lungo sindaco di Elizabeth e ha servito in entrambe le camere della legislatura del New Jersey.
- Chuck Feeney (nato nel 1931, classe del 1949), uomo d'affari, filantropo e fondatore della The Atlantic Philanthropies, una delle più grandi fondazioni private del mondo; la sua donazione del 2016 di 250000 $ è stata la più grande nella storia della scuola.
- Robert Sparks (nato nel 1947, classe del 1965), ex giocatore di pallamano che ha gareggiato alle Olimpiadi estive 1972 e del 1976.
- Kevin M. Tucker (1940-2012), commissario del Dipartimento di Polizia di Philadelphia dal 1986 al 1988.